# Adélaïde Perrin
Pour les articles homonymes, voir Perrin.
Adélaïde Perrin (Louise-Adèle Perrin), née le 11 avril 1789 à Lyon et morte le 15 mars 1838 dans la même ville, est la fondatrice d'un hospice pour jeunes filles incurables rue Saint-Georges à Lyon.

## Biographie
Le père d'Adélaïde Perrin est un marchand commissionnaire . Son frère Théodore (né en 1795), sera médecin et son frère Louis (né en 1799) imprimeur. Son neveu Louis Sainte-Marie Perrin a achevé la construction de la basilique de Fourvière.
Jeune fille catholique, Adelaïde  s'occupe d'enfants pauvres et visite les malades, à domicile et dans les hôpitaux.  En 1819,  elle est sollicitée pour prendre en charge une jeune fille, incurable, qui venait de subir un long traitement à l'Hôtel-Dieu, puis d'autres jeunes malades sont dans le même cas. Dans un premier temps Adélaïde obtient de sa mère l'autorisation de les accueillir dans les grands greniers de sa maison place Saint-Jean. Puis, installé rue Saint-Georges, elle est soutenue par les pouvoirs publics. En 1832, le conseil municipal obtient la reconnaissance d'utilité publique, et lui alloue une subvention annuelle de mille francs. La Maison des Jeunes Incurables fut connu comme l'œuvre de Me Perrin et  l'établissement continua à se développer après la mort de sa fondatrice en 1838, .
Il renfermait alors 50 infirmes, 85 en 1843, 110 en 1851; et en 1875 ce chiffre s'élève à 174.
Adélaïde Perrin meurt à l'âge de 49 ans, le 15 mars 1838, au n°1 de la rue de l'abbaye d'Ainay.
Le 10 mars 1852 le cardinal de Bonald pose et bénit la première pierre d'un nouvel hospice.  Enfin un établissement analogue a été fondé à Paris en 1853. L'abbé Vachet écrit, en 1902, "Aujourd'hui l'Hospice des Jeunes Incurables, vaste, aéré, propre, presque gai, dirigé par les sœurs de Saint-Joseph, donne asile à près de deux cents jeunes filles".

## Hommages

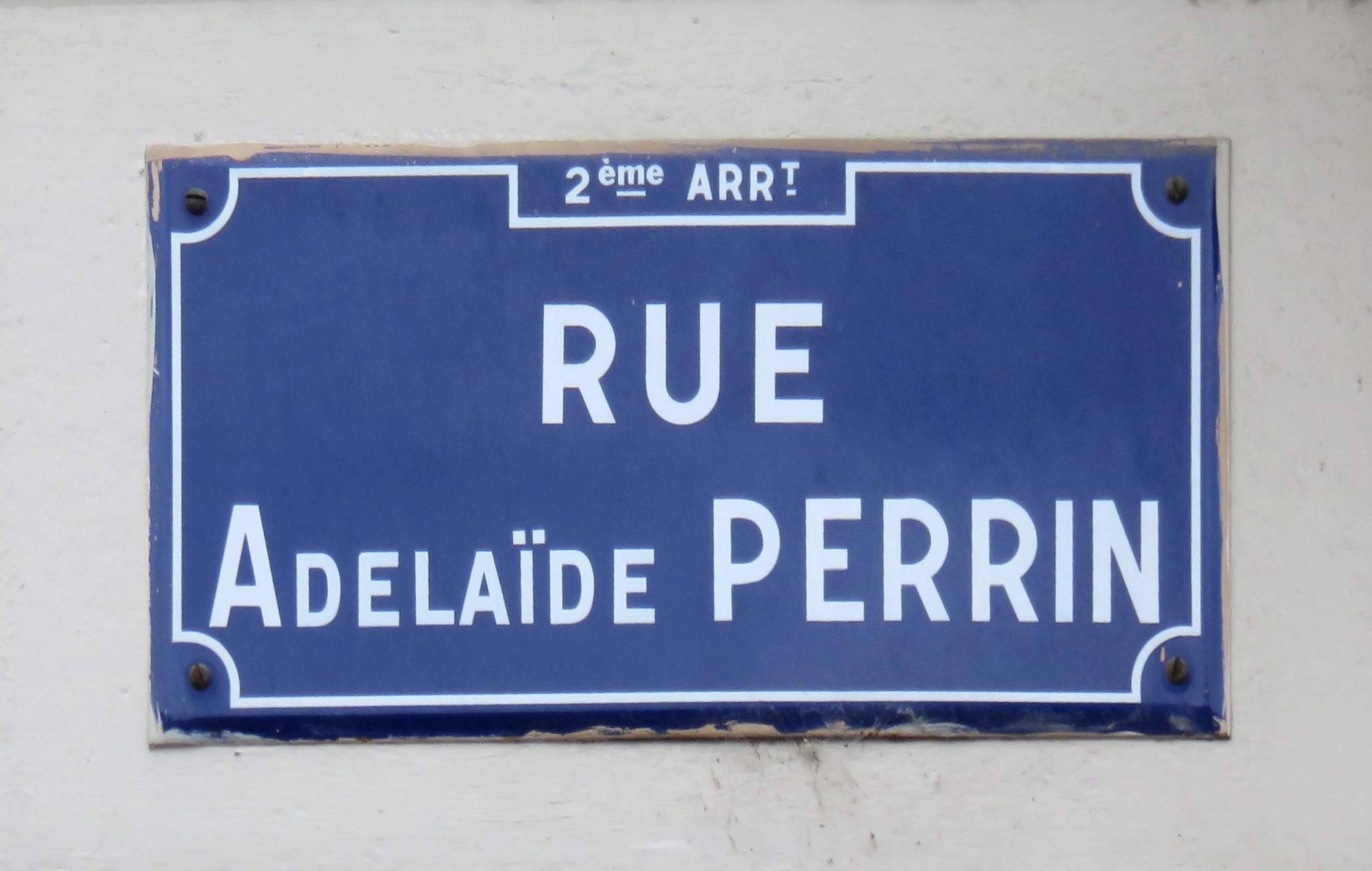
Plaque de la rue.

- Une rue de Lyon, la rue Adélaïde-Perrin, porte son nom depuis 1854[9] ; elle commence rue Jarente, et se termine rue Bourgelat, dans le quartier où elle a vécu[10].

Lorsque l'association Adélaïde Perrin, fête, en octobre 2019, son bicentenaire, elle emploie 130 salariés et accompagne 200 personnes en situation de handicap mental ou psychique sur trois sites : Confluence, Vénissieux et Ainay.